# Blautopf

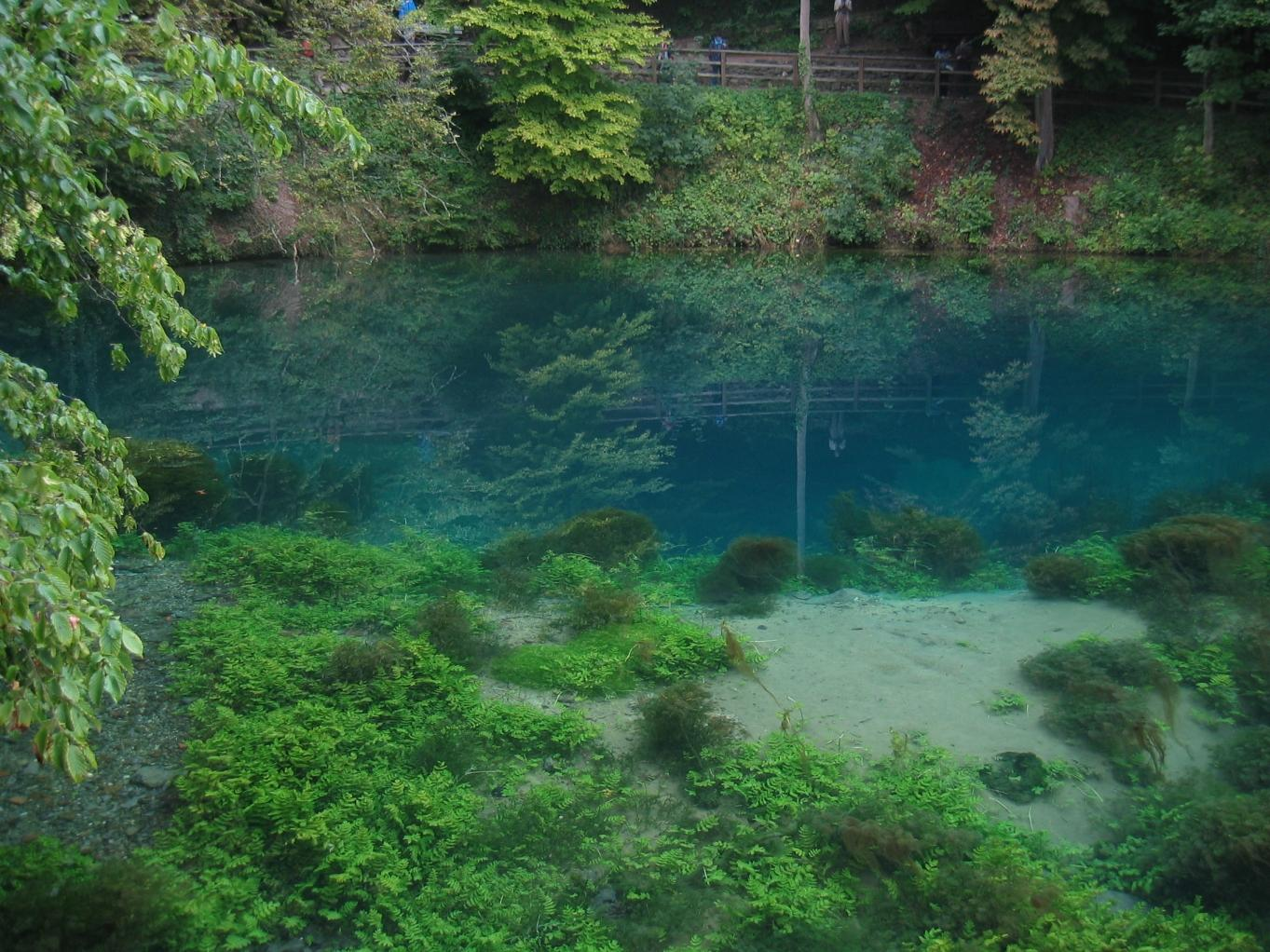
Blautopf con brillantes sedimentos de piedra caliza bajo el agua.

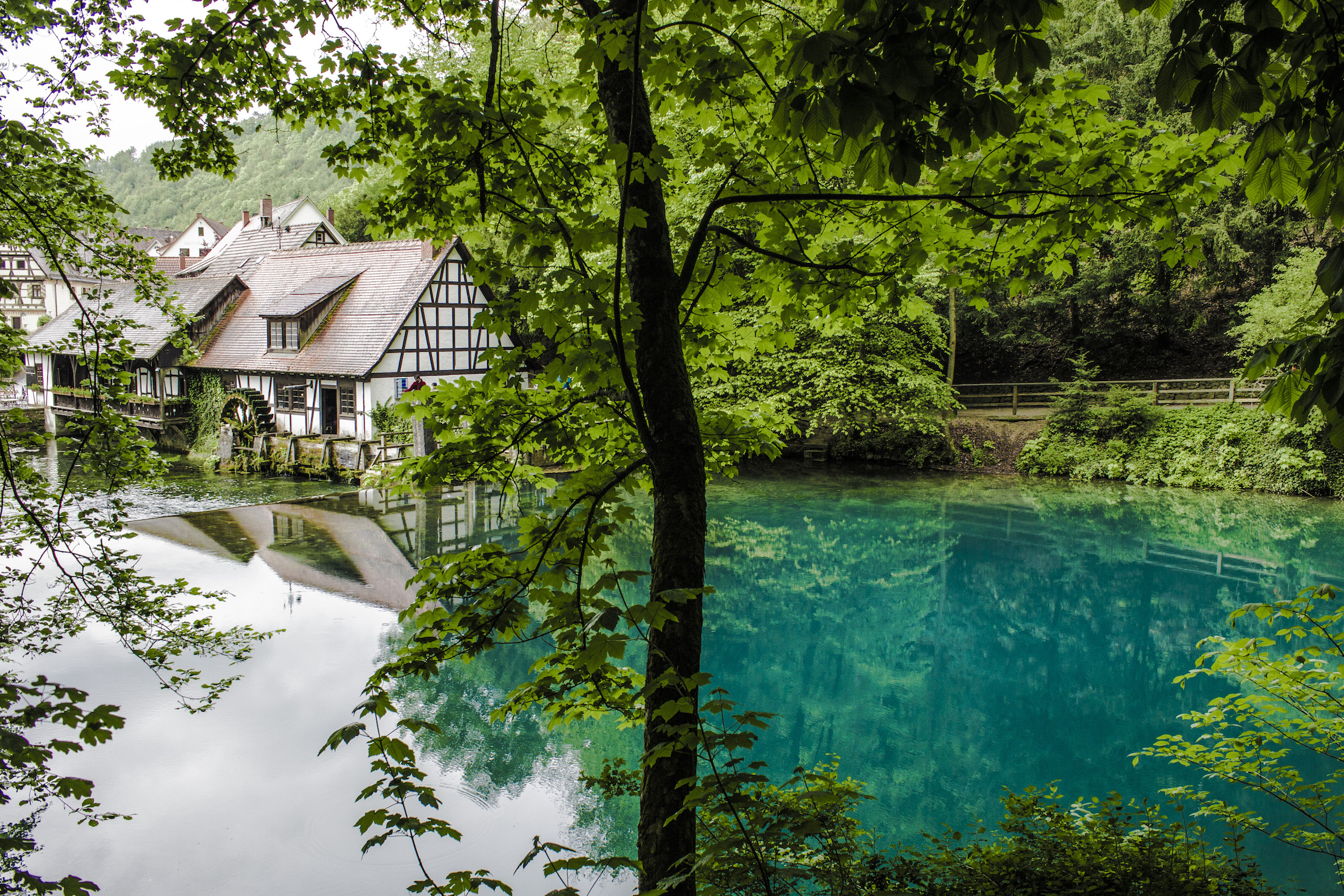
Blautopf con su molino de mazos.

Blautopf (en alemán Blue pot; "blau" significa azul, "Topf" significa cuenco) es un manantial que es la naciente del río Blau en el paisaje de karst del lateral sur de los Jura de Suabia, en el sur de Alemania.

## Descripción
El Blautopf se encuentra en la ciudad de Blaubeuren, a unos 16 km al oeste de Ulm. Es el desagote del sistema de cavernas Blau, donde el Blau luego de un recorrido de 14 km desemboca en el Danubio en la ciudad de Ulm. A causa de la elevada presión del agua, el manantial posee una forma de embudo, el cual en su zona más profunda posee una profundidad de 21 m. El intenso color azul del agua, cuya intensidad depende del caudal y del clima, se debe a las propiedades físicas a nivel nanoescala de las partículas de caliza muy abundantes en el agua. Las partículas son tan pequeñas que se produce la denominada dispersión de luz de Rayleigh, dispersando con preferencia al color azul de la luz visible. Un efecto similar se observa en la Laguna Azul en Reykjavik, Islandia, donde el color azul se debe a la presencia de nano partículas de silicio.
Cerca de Blautopf se encuentra un molino de mazos alimentado por el agua del manantial.

## Geología
Blautopf es un manantial en un entorno de karst. Una de las características de los karst es que el agua, que fluye con facilidad a través de la caliza en un sector, en otras partes brota a la superficie. Los karst solo drenan por debajo de la superficie, y no poseen cuerpos de agua en la superficie. Por lo tanto, el tamaño de Blautopf depende en gran medida de la abundancia de lluvias, si bien nunca se seca por completo. Por sus dimensiones Blautopf es el segundo manantial más grande de Alemania, luego de Aachtopf.
A lo largo de los milenios, el agua subterránea creó un gran sistema de cavernas en la región. Ejemplos prominentes son la Blauhöhle (caverna azul), descubierta por Jochen Hasenmayer en 1985, y el Apokalypse (Apocalipsis), descubierto en septiembre del 2006 por Jochen Malmann y Andreas Kücha, miembros del Arbeitsgemeinschaft Blautopf, un club dedicado a la exploración del sistema de cavernas de Blautopf. Aunque el Blauhöhle se encuentra lleno de agua en su extensión de 1,500 m, el Apokalypse se encuentra seco.

## Buceo

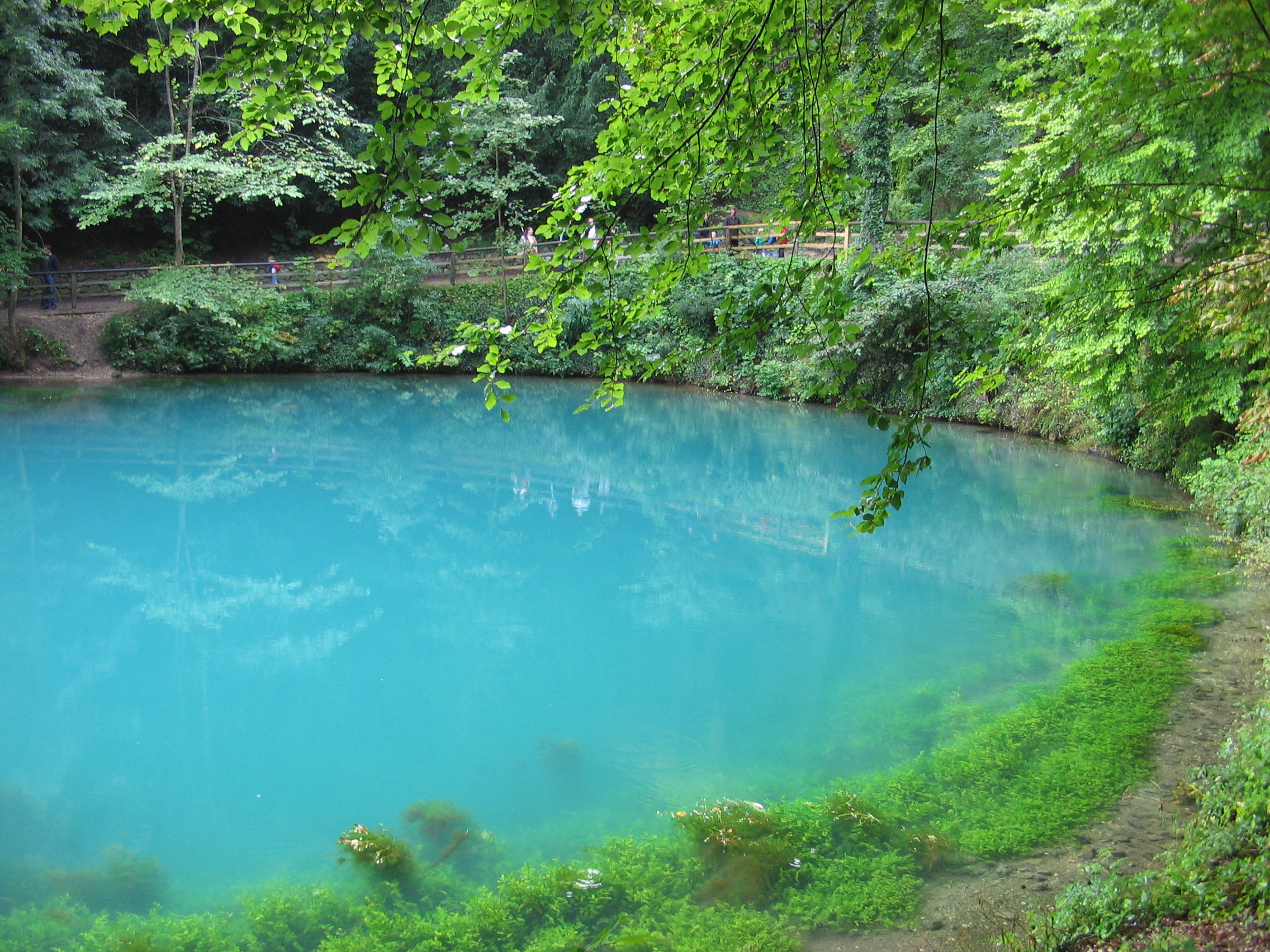
El Blautopf en Blaubeuren.

La entrada al Blauhöhle se encuentra a una profundidad de 22 m. Por ello, solo se permite el acceso de buzos experimentados y con el entrenamiento adecuado. Durante la década de 1980, las autoridades debieron prohibir el buceo al Blautopf luego de varios accidentes, incluidos varios fatales. Los permisos para bucear en el Blautopf has only been granted to a few organizations: entre ellos el Arbeitsgemeinschaft Blautopf, un grupo de científicos espeleólogos, y los servicios de rescate.

## Leyendas
Numerosas leyendas y cuentos del folclore mencionan el Blautopf. Su característico color azul ha sido explicado en un relato que indica que todos los días alguien vuelca un frasco de tinta en el Blautopf. Otro mito es uno que dice que cada vez que alguien intenta medir la profundidad del Blautopf con una línea con una plomada, un nixe de agua roba la soga. Por lo tanto, no es posible determinar la profundidad del Blautopf. Producto de este cuento, existe una roca llamada Klötzle Blei ("pequeño bloque de plomo" en dialecto local) en la vecindad de Blautopf. Un famoso trabalenguas en el dialecto suabo que se les enseña a los niños, hace referencia a esta roca:
Glei bei Blaubeira leit a Kletzle Blei -
´s leit a Kletzle Blei glei bei Blaubeira
En alemán:
Gleich bei Blaubeuren liegt ein Klötzchen Blei -
Es liegt ein Klötzchen Blei gleich bei Blaubeuren
Traducción al español:
Cerca de Blaubeuren, se encuentra una roca de plomo -
Una roca de plomo se encuentra cerca de Blaubeuren
El novelista y poeta Eduard Mörike incorporó estos relatos del folklore y otros cuentos en su novela romántica Das Stuttgarter Hutzelmännlein. Los mismos fueron insertados en la historia principal de un viajero que va desde Stuttgart a Blaubeuren. La historia de la Schöne Lau, una sirena, y su esposo, un nixe de agua macho del Mar Negro, es narrada con gran detalle. Debido a que Schöne Lau no podía reírse, el nixe la castigó encerrándola en el Blautopf, y que solo pudiera dar a luz bebes prematuros. Él solo le permitiría regresar y dar a luz a un niño vivo cuando ella se hubiera reído cinco veces. Finalmente, la posadera de la taberna Nonnenhof la rescató. (El texto completo en alemán se puede consultar en Eduard Mörike: Die Schöne Lau.)